# Фролов Едуард Давидович
Фроло́в Едуа́рд Дави́дович (нар. 1 березня 1933 року, Ленінград) — радянський і російський історик, антикознавець-еллініст. Випускник ЛДУ (нині СПбДУ), з яким і пов'язав своє життя, його почесний професор (2010) і завідувач кафедри історії Стародавньої Греції та Риму (з 1971 по 2015 р.), директор Центру антикознавства СПбДУ (з 1994 року). Доктор історичних наук. Заслужений діяч науки Російської Федерації (1998), Почесний працівник вищої професійної освіти РФ (2004).